# Amphibolurus
Amphibolurus es un género de iguanios de la familia Agamidae. Sus especies son endémicas de Australia continental y Tasmania.

## Especies
Se reconocen las 2 especies siguientes:
- Amphibolurus muricatus (White, 1790)
- Amphibolurus norrisi Witten & Coventry, 1984